# نشاط خارق 2 (فلم)
نشاط خارق 2 (بالإنجليزية: Paranormal Activity 2) فيلم أمريكي تم إنتاجه سنة 2010.

## طاقم التمثيل
- سبراج جرايدين
- كاتي فيذرستون
- مولي افرايم
- ميكا سلوت

## وصلات خارجية
- الموقع الرسمي
- مقالات تستعمل روابط فنية بلا صلة مع ويكي بيانات